# Altin kafes

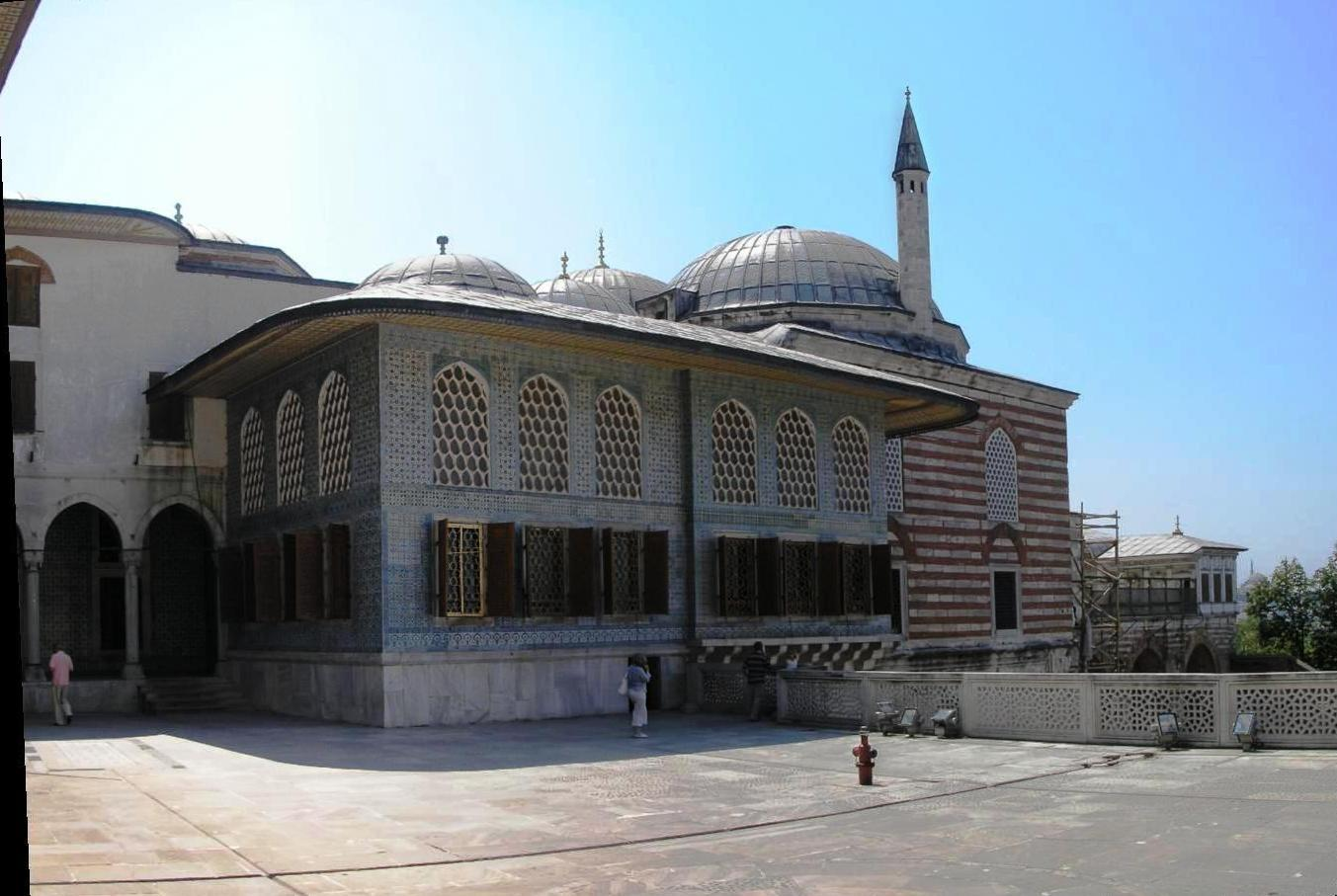
El apartamento del príncipe heredero en el Palacio de Topkapı, también llamado kafes.

Kafes (en turco otomano: قفس‎, romanizado: kafes: قفس, :kafes), literalmente "la jaula", era una parte del harén Imperial del palacio otomano donde los posibles sucesores al trono eran mantenidos bajo una forma de arresto domiciliario y vigilancia constante por los guardias de palacio.
La historia temprana del Imperio otomano está plagada de guerras de sucesión entre hijos rivales del difunto sultán. Era común para un sultán al subir al trono el ordenar la muerte de sus hermanos y medio hermanos, incluyendo niños, a veces docenas de ellos a la vez. Esta práctica reducía el número de reclamantes al trono, provocando en varias ocasiones que la línea sucesoria otomana casi desapareciera. El confinamiento de herederos proporcionó seguridad al sultán reinante y continuidad a la dinastía.

## Primer uso
Cuando Ahmed murió en 1617, su hijo mayor tenía sólo trece años, y por primera vez en catorce generaciones, el Consejo Imperial alteró la sucesión de modo que el hermano del sultán accediera al trono como Mustafá I, de veinticinco años. Fue depuesto (por primera vez) al año siguiente y se convirtió en el primer recluso del Kafes a pesar de que él y otros príncipes de generaciones anteriores habían sido secuestrados en varios otros sitios de confinamiento cómodo.

## Regla del mayor
La próxima ocasión en que hubo una elección de sucesión entre un hijo o un hermano menor fue en 1687 y el hermano fue otra vez preferido. Después, la "regla del mayor" fue adoptada como norma sucesoria en la dinastía otomana de manera que todos los varones de la generación anterior se agotaran antes de la sucesión del varón mayor de la siguiente generación. Esta regla también fue adoptada en gran parte por otros reinos islámicos.
Se hizo común confinar hermanos, primos y sobrinos en la Jaula, generalmente a más tardar cuando abandonaban el harén (las estancias privadas de las mujeres) sobre los doce años, al iniciar la pubertad. Esto también marcaba el fin de su educación y muchos sultanes llegaron al trono mal preparados para ser gobernantes, sin ninguna experiencia de gobierno o conocimiento de asuntos fuera de la Jaula. Allí solo tenían la compañía de sirvientes y las mujeres del harén, ocasionalmente también sultanes depuestos.
El grado de confinamiento variaba de un reinado a otro. Abdülaziz (1861–1876) limitó a sus sobrinos a la Jaula cuando sucedió a su medio hermano Abdülmecit I (su padre) en el trono, pero les dejó algo de libertad. Se llevó a sus dos sobrinos mayores con él cuando viajó a Europa en 1867. En diferentes momentos, se siguió la política de dar a los presos de la Jaula solo concubinas estériles. Consiguientemente, algunos sultanes no tuvieron hijos hasta que accedieron al trono. Estos hijos, en virtud de su juventud en el momento de la muerte de sus padres, aseguraron que la regla del mayor se arraigara de modo que a veces sucedía que el hijo de un sultán estaba confinado durante los reinados de primos y hermanos mayores antes de acceder al trono de su padre.
Algunos reclusos de la Jaula crecieron y murieron allí antes de tener la oportunidad de alcanzar el trono. El confinamiento en la Jaula tuvo gran impacto en las personalidades de los cautivos y muchos de ellos desarrollaron desórdenes psicológicos. Al menos un sultán depuesto y un heredero se suicidaron en la Jaula.

## Años posteriores
El último sultán otomano, Mehmed VI Vahidettin (1918–1922) tenía cincuenta y seis años cuando accedió al trono y había estado en el harén o en la Jaula toda su vida. Fue confinado a la Jaula por su tío (Abdülaziz) y había permanecido allí durante los reinados de sus tres hermanos mayores. Fue el más largo y último confinamiento de un sultán por sus predecesores. 
En los últimos años de la dinastía otomana, la Jaula se había convertido en una metáfora para el confinamiento de príncipes más que en el sitio real donde eran limitados. El heredero del último sultán tuvo apartamentos en el Palacio de Dolmabahçe, en el Bósforo, donde el sultán también vivió. El depuesto hermano mayor del último sultán (Abdul Hamid II) fue confinado en habitaciones de su propia elección en el Palacio de Beylerbeyi en sus años finales y murió allí en 1918. El viejo palacio de Topkapı, la ubicación original de la Jaula, hacía tiempo que había caído en desuso por la familia imperial.